# David Philippaerts
David Philippaerts, né le 7 décembre 1983 à Pietrasanta, est un pilote de motocross italien.

## Biographie
Possédant à son palmarès plusieurs titres de champion d'Italie, David Philippaerts évolue en championnat du monde d'abord en catégorie MX2, terminant à la quatrième du classement général en 2005, année où il remporte trois manches. L'année suivante, il remporte six nouvelles manches, dont un doublé lors du grand prix d'Italie. Il termine à la troisième place du classement mondial, derrière le Français Christophe Pourcel et son compatriote Antonio Cairoli.
En 2007, il change de catégorie et rejoint le MX1, toujours sur KTM. Il remporte deux manches de grand prix et termine à la sixième place du championnat du monde. La saison suivante, il passe chez Yamaha et remporte le championnat, devançant le précédent champion, le Belge Steve Ramon.

## Palmarès
Championnat du monde
- Champion du monde MX1 en 2008